# Salacia diplasia
Salacia diplasia är en benvedsväxtart som beskrevs av N. Hallé. Salacia diplasia ingår i släktet Salacia och familjen Celastraceae. Inga underarter finns listade.